# Nastri d'argento 1946
La 1ª edizione dei Nastri d'argento si è tenuta il 29 luglio 1946 a Roma presso l'Hotel de Russie.

## Vincitori
I vincitori sono indicati in grassetto.

### Miglior film a soggetto
- Roma città aperta

### Migliore regia
- Alessandro Blasetti - Un giorno nella vita ex aequo Vittorio De Sica - Sciuscià

### Miglior soggetto
- Pietro Germi - Il testimone

### Migliore fotografia
- Mario Craveri - Un giorno nella vita

### Migliore scenografia
- Piero Filippone - Le miserie del signor Travet

### Migliore commento musicale
- Enzo Masetti - Malìa

### Migliore interpretazione di protagonista femminile
- Clara Calamai - L'adultera

### Migliore interpretazione di protagonista maschile
- Andrea Checchi - Due lettere anonime

### Migliore interpretazione femminile di carattere
- Anna Magnani - Roma città aperta

### Migliore interpretazione maschile di carattere
- Gino Cervi - Le miserie del signor Travet

### Migliore documentario
- La valle di Cassino regia di Giovanni Paolucci